# フリードリヒ1世 (アンハルト公)
フリードリヒ1世（Friedrich I., 1831年4月29日 - 1904年1月24日）は、アンハルト公（在位：1871年 - 1904年）。全名はレオポルト・フリードリヒ・フランツ・ニコラウス（Leopold Friedrich Franz Nikolaus von Anhalt）。
アンハルト＝デッサウ公（1863年よりアンハルト公）レオポルト4世とその妻のプロイセン王女フリーデリケの間の長男として生まれ、1871年に公爵位を継承した。1904年に卒中で亡くなり、次男のフリードリヒが後を継いだ。
1854年4月22日、ザクセン＝アルテンブルク公子エドゥアルトの娘アントイネッテと結婚し、間に6人の子女をもうけた。
- レオポルト（1855年 - 1886年）
- フリードリヒ2世（1856年 - 1918年） - アンハルト公
- エリーザベト（1857年 - 1933年） - 1877年、メクレンブルク＝シュトレーリッツ大公アドルフ・フリードリヒ5世と結婚
- エドゥアルト（1861年 - 1918年） - アンハルト公
- アリベルト（1866年 - 1933年）
- アレクサンドラ（1868年 - 1958年） - 1897年、シュヴァルツブルク＝ルードルシュタット侯子（のちシュヴァルツブルク家家長）ジッツォと結婚

| 先代 レオポルト4世 | アンハルト公 1871年 - 1904年 | 次代 フリードリヒ2世 |